# Сен-Мартен-де-ла-Льё
Сен-Марте́н-де-ла-Льё (фр. Saint-Martin-de-la-Lieue) — коммуна во Франции, находится в регионе Нижняя Нормандия. Департамент коммуны — Кальвадос. Входит в состав кантона Лизьё 2-й кантон. Округ коммуны — Лизьё.
Код INSEE коммуны — 14625.

## Население
Население коммуны на 2010 год составляло 832 человека.
| 1962 | 1968 | 1975 | 1982 | 1990 | 1999 | 2010 |
| ---- | ---- | ---- | ---- | ---- | ---- | ---- |
| 543  | 597  | 607  | 906  | 951  | 878  | 832  |

## Экономика
В 2010 году среди 506 человек трудоспособного возраста (15—64 лет) 349 были экономически активными, 157 — неактивными (показатель активности — 69,0 %, в 1999 году было 71,3 %). Из 349 активных жителей работали 308 человек (158 мужчин и 150 женщин), безработных было 41 (21 мужчина и 20 женщин). Среди 157 неактивных 26 человек были учениками или студентами, 105 — пенсионерами, 26 были неактивными по другим причинам.